# Speonemobius decoloratus
Speonemobius decoloratus är en insektsart som beskrevs av Lucien Chopard 1924. Speonemobius decoloratus ingår i släktet Speonemobius och familjen syrsor. Inga underarter finns listade i Catalogue of Life.